# غادسيات الشكل
غادسيات الشكل (Gadiformes) هي رتُبة السمكة المفلطحة ذات الزعانف، وهي تُسمى أيضًا أناكانثيني (Anacanthini) التي تتضمن القد وحلفاءها. يوجد العديد من الأسماك الغذائية الرئيسية في هذه الرُتبة. وتتواجد في المياه البحرية بجميع أنحاء العالم، وهناك أيضًا عدد صغير من أنواع المياه العذبة.
تشمل الخصائص المشتركة موضع الزعانف الحوضية (إن وُجدت)، أسفل أو أمام الزعانف الصدرية. قديات الشكل هي سمكة مكتملة العظام (physoclist)، وهي تعني أن مثانة الغاز لا يوجد بها القناة الهوائية. وتكون الزعانف لا فقارية. يتراوح حجم غادسيات الشكل من أسماك البقلة الصغيرة (codlets)، التي ربما تكون بمثل صغر 7 سنتيمتر (2.8 إنش) في طول البالغ، إلى القد الأطلنطي، الأسماك المفلطحة ذات الزعانف (Gadus morhua)، التي يصل طولها إلى 2 متر (6.6 قدم).

## وصلات خارجية
- FishBase page for Gadiformes